# Diócesis de Musoma
La diócesis de Musoma (en latín: Dioecesis Musomensis, en inglés: Roman Catholic Diocese of Musoma y en suajili: Jimbo Katoliki la Musoma) es una circunscripción eclesiástica de la Iglesia católica en Tanzania. Se trata de una diócesis latina, sufragánea de la arquidiócesis de Mwanza, que tiene al obispo Michael George Mabuga Msonganzila como su ordinario desde el 10 de noviembre de 2007.

## Territorio y organización
La diócesis tiene 25 150 km² y extiende su jurisdicción sobre los fieles católicos de rito latino residentes en la región de Mara, con excepción del distrito de Bunda.
La sede de la diócesis se encuentra en la ciudad de Musoma, en donde se halla la Catedral de Santa María Madre de Dios. 
En 2019 en la diócesis existían 35 parroquias.

## Historia
El vicariato apostólico de Musoma y Maswa fue erigido el 11 de abril de 1946 con la bula Quo in Tanganikensi del papa Pío XII, obteniendo el territorio del vicariato apostólico de Mwanza (hoy arquidiócesis).
El 24 de junio de 1950 fue dividida en virtud de la bula Christiano Nomini del papa Pío XII, dando origen al vicariato apostólico de Maswa (hoy diócesis de Shinyanga) y la prefectura apostólica de Musoma.
La prefectura apostólica de Musoma fue elevada a diócesis el 5 de julio de 1957 con la bula Quam pollicitationem del papa Pío XII. Originalmente era sufragánea de la arquidiócesis de Tabora.
El 18 de noviembre de 1987 pasó a formar parte de la provincia eclesiástica de la arquidiócesis de Mwanza.
El 27 de noviembre de 2010 cedió una parte de su territorio para la erección de la diócesis de Bunda mediante la bula Cum esset petitum del papa Benedicto XVI.

## Estadísticas
De acuerdo al Anuario Pontificio 2020 la diócesis tenía a fines de 2019 un total de 343 130 fieles bautizados.
| Año                                                                             | Población            | Población | Población      | Sacerdotes | Sacerdotes    | Sacerdotes    | Bautizados por sacerdote | Diáconos permanentes | Religiosos | Religiosos | Parroquias |
| Año                                                                             | Bautizados católicos | Total     | % de católicos | Total      | Clero secular | Clero regular | Bautizados por sacerdote | Diáconos permanentes | Varones    | Mujeres    | Parroquias |
| ------------------------------------------------------------------------------- | -------------------- | --------- | -------------- | ---------- | ------------- | ------------- | ------------------------ | -------------------- | ---------- | ---------- | ---------- |
| 1950                                                                            | 10 448               | 254 416   | 4.1            | 14         |               | 14            | 746                      |                      |            | 5          | 1          |
| 1970                                                                            | 98 949               | 535 000   | 18.5           | 43         | 5             | 38            | 2301                     |                      | 41         | 53         | 18         |
| 1980                                                                            | 104 400              | 745 000   | 14.0           | 31         | 10            | 21            | 3367                     |                      | 24         | 55         | 19         |
| 1990                                                                            | 168 271              | 917 000   | 18.4           | 37         | 15            | 22            | 4547                     |                      | 29         | 97         | 23         |
| 1999                                                                            | 200 190              | 1 165 000 | 17.2           | 56         | 35            | 21            | 3574                     |                      | 28         | 142        | 25         |
| 2000                                                                            | 204 946              | 1 170 110 | 17.5           | 60         | 37            | 23            | 3415                     |                      | 30         | 154        | 25         |
| 2001                                                                            | 211 946              | 1 200 000 | 17.7           | 60         | 36            | 24            | 3532                     |                      | 37         | 181        | 26         |
| 2002                                                                            | 220 946              | 1 200 000 | 18.4           | 64         | 36            | 28            | 3452                     |                      | 41         | 190        | 29         |
| 2003                                                                            | 230 046              | 1 200 000 | 19.2           | 65         | 38            | 27            | 3539                     |                      | 33         | 190        | 30         |
| 2004                                                                            | 250 000              | 1 400 000 | 17.9           | 67         | 40            | 27            | 3731                     |                      | 50         | 193        | 34         |
| 2010                                                                            | 300 000              | 1 396 397 | 21.5           | 67         | 45            | 22            | 4478                     |                      | 12         | 220        | 36         |
| 2010                                                                            | 215 000              | 1 040 000 | 20.7           | 58         | 38            | 20            | 3707                     |                      | 12         | 200        | 30         |
| 2013                                                                            | 289 481              | 1 381 579 | 21.0           | 61         | 39            | 22            | 4745                     |                      | 47         | 260        | 31         |
| 2016                                                                            | 308 400              | 1 505 646 | 20.5           | 62         | 40            | 22            | 4974                     |                      | 38         | 295        | 34         |
| 2019                                                                            | 343 130              | 1 564 580 | 21.9           | 60         | 35            | 25            | 5718                     |                      | 39         | 302        | 35         |
| Fuente: Catholic-Hierarchy, que a su vez toma los datos del Anuario Pontificio. |                      |           |                |            |               |               |                          |                      |            |            |            |

## Episcopologio
- Joseph Blomjous, M.Afr. † (11 de abril de 1946-25 de junio de 1950  nombrado vicario apostólico de Mwanza)
- Joseph Gerard Grondin, M.M. † (1950-1957 renunció)
- John James Rudin, M.M. † (5 de julio de 1957-12 de enero de 1979 renunció)
- Anthony Mayala † (12 de enero de 1979-18 de noviembre de 1987 nombrado arzobispo de Mwanza)
- Justin Tetmu Samba † (25 de octubre de 1988-23 de agosto de 2006 falleció)
- Michael George Mabuga Msonganzila, desde el 10 de noviembre de 2007